# Mandara (Djibasso)
Pour les articles homonymes, voir Mandara.
Mandara est une commune située dans le département de Djibasso de la province de Kossi au Burkina Faso.